# シーウルフ (ミサイル)
シーウルフ（英語: Sea Wolf）は、ブリティッシュ・エアクラフト・コーポレーション（後のMBDA）が開発した個艦防空ミサイル。イギリス海軍のシステム区分はGWS-25/26。

## 来歴
シーキャットの後継となる新しい個艦防空ミサイルについては、1963年夏より議論がはじまっていた。
1964年1月9日、幕僚要求事項はGD 302(T)として作戦要件委員会に提出された。空対地ミサイル・空対艦ミサイルや戦闘爆撃機のみならず、サブロックのような短距離弾道ミサイルへの迎撃も求められていた。またこの時期、フランスやオランダも似たようなミサイルを求めていたことから、同年5月、国際共同開発にあわせて要求事項が改訂された。
1964年4月より、海軍と航空省の共同研究として、各種の個艦防空手段に関する比較検討が行われた。銃砲は大量の弾薬を輸送しなければいけないこと、またレッドトップやサイドワインダーのような赤外線ホーミング誘導ミサイルは全方位交戦能力や荒天下での交戦能力を欠くことが問題視され、棄却された。一方、既存の電波ホーミング誘導ミサイルであるスパローIIIは、サイズ・重量が過大であると評価された。アメリカ合衆国のモーラーは、既に計画中止の気配が濃厚となっていた。その代替プランとしてイギリス国内で開発されていたレイピアは、小型高速目標への邀撃性能が疑問視された。西ドイツとフランスのローランドは、両国で導入の兆しがないことから、おそらく不適であろうと推測された。このことから、新しいミサイルを開発し、電子攻撃と組み合わせて使用するのが望ましいと結論された。
1964年12月には5つの試案が作成され、イギリス側はこのうち3つを大型・高価すぎるとして棄却したものの、1965年5月にパリで行われた会合を受けて、このうち高性能のC案は検討対象に復帰することになった。そして1965年10月15日より、「コンフェッサー」として、イギリスによる国家実行可能性調査が着手された。しかし検討過程で、高性能を求めるフランスと中庸を求めるイギリスとで要求仕様の差異が顕在化したことから、1966年3月、共同開発は打ち切られた。また上記のオランダのほか、西ドイツも開発参加を検討していたが、これらも実現しなかった。イギリスは中庸的なB案を採択し、8月にはPX.430と称されるようになった。1968年7月には初期生産契約が締結され、1973年には最初の試射が行われた。

## 構成
本システムは、設計段階から高い対艦ミサイル防御（ASMD）能力が要求されていた。当初の要求事項では、6秒間隔で襲来するレーダー反射断面積（RCS）0.1平方メートルの小型目標2個に同時に対処することが求められていた。1発当たり命中公算は0.7と計画されていた。ただし横過目標に対する交戦能力は限定的であり、フォークランド紛争で僚艦防空を行なった際には、脅威目標と護衛対象とのあいだに割り込む必要があった。
本システムは、新開発の6連装発射機を使用するものとして開発された。もともとは前任者であるシーキャットの発射機からも運用できるように求められていたが、経費節減のためこれは断念された。発射機ごとに12発の弾庫が設けられているほか、追加の即応弾もあり、22型バッチIでは計48発、バッチII・IIIでは計60発の即応弾が搭載されている。また発展型のGWS-26では、32セルのVLSが採用されており、これに伴ってミサイルにも推力偏向機能を備えたブースターが付された。

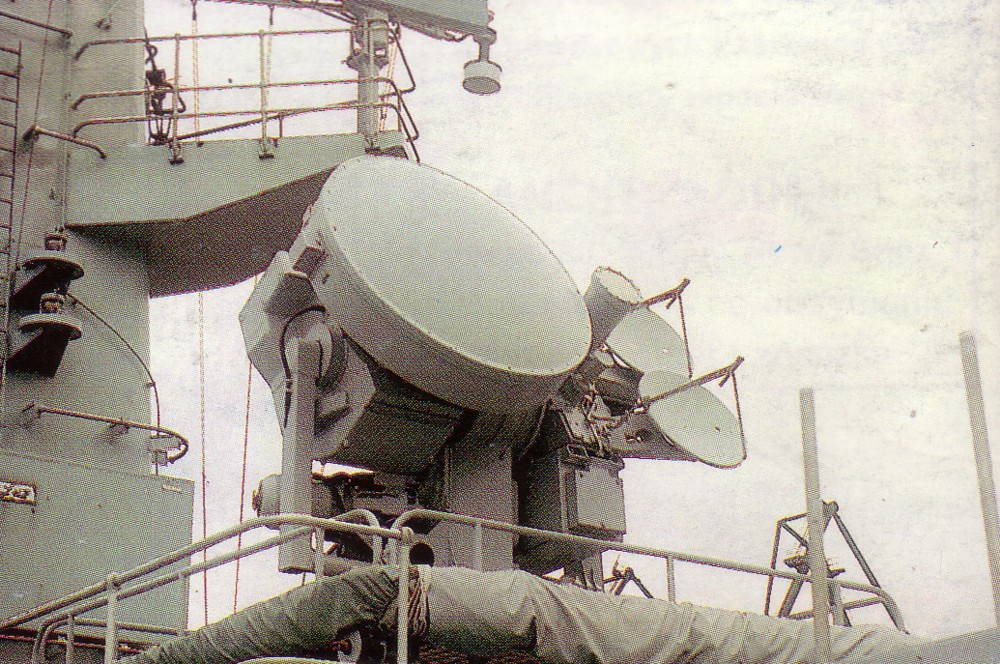
「バトルアクス」搭載の、910型火器管制レーダー

火器管制レーダーとしては、当初は910型が用いられていたが、のちに低空目標対処能力を向上するとともに軽量化を図ったマルコーニ社の805SWが開発され、911型として制式化されて、22型バッチ2の3番艦「ブレイヴ」（F94）以降で搭載された。これに伴い、システム区分はGWS-25 mod.3に変更された。また910型搭載艦も1988年より順次に換装された。GWS-26でも踏襲されている。一方、レキウ級フリゲートではマルコーニ社のST1802SWが採用された。GWS-27ではフェーズドアレイ化したST1805を採用して同時多目標処理能力を付与することも計画されたが、これは断念された。
武器管制を担当する電子計算機としては、GWS-25 mod.0ではFM1600B、mod.3ではFM1600E、GWS-26ではF2420が搭載された。また本システムでは、システム固有の捕捉レーダーが連接されており、GWS-25 mod.0では967/968型レーダー、mod.3では967M/968型レーダー、GWS-26では996型レーダーが搭載された。このコンセプトが成功を収めたことから、アメリカ合衆国のMk.91 ミサイル射撃指揮装置（シースパロー IBPDMS）においても、これに範をとってTASが組み込まれた。
|          | GWS-25                  | GWS-26                  |
| -------- | ----------------------- | ----------------------- |
| 全長     | 2 m                     | 3 m                     |
| 直径     | 0.18 m                  | 0.18 m                  |
| 翼幅     | 0.56 m                  | 0.56 m                  |
| 発射重量 | 82 kg                   | 140 kg                  |
| 弾頭     | BF 14 kg                | BF 14 kg                |
| 推進装置 | 固体燃料ロケット        | 固体燃料ロケット        |
| 誘導方式 | 目視線指令誘導（CLOS）  | 目視線指令誘導（CLOS）  |
| 射程     | 6.5 km                  | 10 km                   |
| 飛翔速度 | 平均550 m/s 最大926 m/s | 平均550 m/s 最大926 m/s |

## 運用
22型フリゲート「ブリリアント」「ブロードソード」とリアンダー級フリゲート「アンドロメダ」に搭載されたシステムは、フォークランド紛争で激しいアルゼンチンの航空攻撃を受けたイギリス艦隊の防空に活躍した。1982年5月12日には「ブリリアント」が8発を使用し、A-4 スカイホーク攻撃機2機を撃墜、1機を墜落に追い込んだ。しかし、5月25日に42型駆逐艦「コヴェントリー」の防衛に当たった「ブロードソード」は、2回目の攻撃に対して行った回避運動の影響でシーウルフが発射できず、「コヴェントリー」は撃沈された。紛争中、計5機の撃墜を記録している。

### 採用国と搭載艦
- イギリス海軍
  - リアンダー級バッチ3改修艦（GWS-25）
  - 22型フリゲート（GWS-25）
  - 23型フリゲート（GWS-26）
- チリ海軍
  - 22型フリゲート（GWS-25）
  - 23型フリゲート（GWS-26）
- ブラジル海軍
  - 22型フリゲート（GWS-25）
- マレーシア海軍
  - レキウ級フリゲート